# U.S. Route 222
 (août 2024).
Si vous disposez d'ouvrages ou d'articles de référence ou si vous connaissez des sites web de qualité traitant du thème abordé ici, merci de compléter l'article en donnant les références utiles à sa vérifiabilité et en les liant à la section « Notes et références ».
La U.S. Route 222 (US 222) est une US Route auxiliaire de la US 22 se trouvant au Maryland et en Pennsylvanie. Elle parcourt 95 miles (153 km) depuis la US 1 à Conowingo, Maryland jusqu'à la jonction avec l'I-78 / PA 309 à Dorneyville, Pennsylvanie, au nord.
La US 222 est presque entièrement en Pennsylvanie et constitue l'artère principale entre les régions de Lancaster et Reading à l'ouest et à région de Lehigh Valley à l'est.

## Description du tracé

### Maryland
La US 222 débute à la jonction avec la US 1 à Conowingo et se dirige vers le nord. Elle atteint rapidement la frontière avec la Pennsylvanie.

### Pennsylvanie
En entrant en Pennsylvanie, la US 222 se dirige vers le nord et passe par des régions rurales. Elle traverse Wakefield, Quarryville et Willow Street avant d'arriver à Lancaster. La route traverse la ville sur une paire de rues à sens unique. Au nord de la ville, elle rencontre la US 30 et devient une autoroute. Elle se dirige vers le nord-est et passe par Brownstown, Ephrata et Wyomissing avant de contourner Reading par l'ouest. La route continue ensuite son trajet vers le nord en traversant d'autres zones rurales et contourne Kutztown. ainsi que Trexlertown. Elle atteint finalement son terminus à la jonction avec l'I-78 / PA 309 à Dorneyville, où la route se poursuit vers Allentown comme PA 222.

## Intersections majeures

### Maryland
US 1 à Conowingo

### Pennsylvanie
US 30 à Lancaster. Les routes forment un multiplex dans la ville.
 US 322 à Ephrata
 I-76 à East Cocalico Township
 US 422 à Wyomissing. Les routes forment un multiplex dans la ville.
 I-78 / PA 309 à Dorneyville
 PA 222 à Dorneyville